# Mont Dolent
De Mont Dolent is een 3830 meter hoge berg op het drielandenpunt van Frankrijk, Italië en Zwitserland.
De berg bevindt zich in het noordelijke deel van het Mont Blancmassief. Hij is herkenbaar aan zijn spitse piramidevormige top. Ten oosten van de top bevinden zich een Italiaans en Zwitsers dal die beiden de naam Val Ferret dragen. Ten noordwesten van de berg ligt de enorme Argentière-gletsjer.
De berg werd in 1864 voor het eerst beklommen door Eduard Whymper, hij zou een jaar later op 14 juli als eerste de Matterhorn beklimmen. Op 12 maart 1911 werd de Mont Dolent voor het eerst in het winterseizoen beklommen door G. Couchepin, O. Dehms, J. Sautier, R. Schanze en M. Crettez.

## Berghutten rondom de Mont Dolent
- Refuge Elena (2.061 m)
- Bivacco Fiorio (2.800 m)
- Refuge d'Argentiere (2.771 m)
- Refuge bivouac de la Maye (2.667 m)
- Refuge de la Neuve (2.735 m)